# Zum Kronprinzen (Haldensleben)

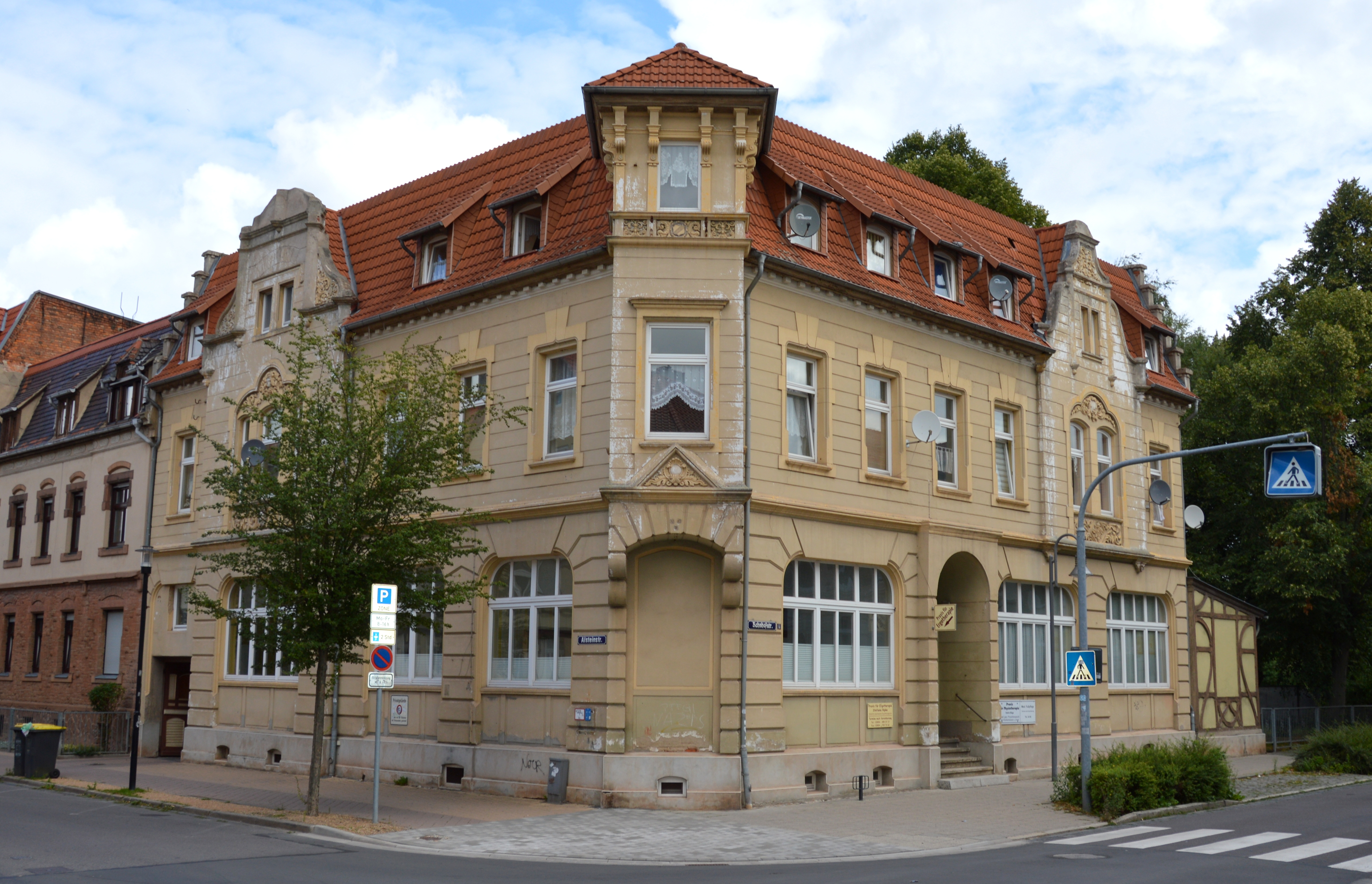
Hotel Zum Kronprinzen, Aufnahme 2015

Das Hotel Zum Kronprinzen ist ein denkmalgeschütztes Gebäude in Haldensleben in Sachsen-Anhalt, auf dem Eckgrundstück Bahnhofstraße 4 / Alsteinstraße. Es wird derzeit (Stand 2015) nicht als Hotel, sondern als Wohnhaus genutzt.

## Architektur und Geschichte
Das zweieinhalbgeschossige verputzte Gebäude wurde im Jahr 1909 als Hotel, Restaurant und Café errichtet. Es ist im Stil des Historismus gestaltet, weist jedoch auch Elemente des Jugendstils auf. Die durch Risalite und Putzstrukturen gegliederte Fassade ist in den Fensterlünetten und an den Gesimsbändern mit Stuck verziert.
Das Grundstück verfügt über einen großen Garten, auf dieser Seite des Gebäudes befand sich ursprünglich ein im Jugendstil gestalteter Fachwerkanbau.
Im Inneren des Gebäudes sind Reste der bauzeitlichen Ausstattung erhalten, so eine dekorative Ausmalung des mit einem Kreuzgratgewölbe versehenen, von der Bahnhofstraße aus erreichbaren Vorraums. Dort befindet sich auch ein lebensgroßes Wandbild Sebastian Alsteins.
In der Liste der Kulturdenkmale in Haldensleben ist das Haus unter der Erfassungsnummer 09498502 als Baudenkmal eingetragen.